# 장명동
장명동(長明洞)은 대한민국 전북특별자치도 정읍시의 동이다. 면적은 6.57km²이고, 인구는 2024년 7월을 기준으로 2,708명이다. 
원래 정읍현(井邑縣) 군내면(郡內面)으로, 1914년 행정구역 개편 때에 정읍면(井邑面) 장명리(長明里)로 입석(立石), 씨교(氏橋), 장명(長明), 상경(上京), 하경(下京), 입모(笠帽), 동내리(東內里)로 편성 하였다.1931년 4월 1일 정주읍(井州邑)으로 승격되어 구역의 분리로 입석(立石), 씨교(氏橋), 명륜(明倫)등으로 개편 되었다. 1983년 2월 15일 정읍군 북면(北面) 용호(龍號), 구량(九良), 매기(梅基)가 편입되어 구룡동(九龍洞)이 되었다. 기록에 의하면 장명리(長命里)로 표기되어 있으니, 장명(長明)으로 된것은 이 근래인 듯 하다. 옛날 정읍현(縣)의 관아(官衙)가 모두 이곳에 있어, 동헌(東軒), 객사(客舍), 향청(鄕廳), 향교(鄕校)등이 여기에 모였으니 유서가 있는 곳이다.
장명동은 성황산과 칠보산 줄기를 배경으로 산세가 수려하고, 국도 제1호선이 남북으로, 충정로가 동서로 연결된 교통요충지로써 옛 교육의 요람인 향교 및 각급 학교와 관공서가 위치한 주거 중심지역으로 도농 복합 형태의 도시이다.

## 연혁
- 1914. 4. 정읍현 군내면에 입석, 씨교, 장명, 상경, 하경, 입모로 편입
- 1981. 7. 1. 정주시 승격으로 장명동 설치
- 1983. 2. 15. 북면 구룡리 3개 마을 편입 (용호, 구량, 매기)
- 1991. 10. 1. 현청사 신축 (옛동헌터)
- 1998. 10. 31. 상동일부 3개통 편입 (원상동지역)

## 문화재 및 관광 자원
- 정읍향교-전북특별자치도 문화재자료 제 73호
- 자암 박준승선생 묘
- 정읍 쌍화차거리

## 행정 구역
- 장명동
- 구룡동
- 상동 일부

## 교육
- 정읍동초등학교
- 샘고을중학교